# Какыр (Ошская область)
Какыр (кирг. Какыр) — село в Узгенском районе Ошской области Кыргызстана. Входит в состав Ак-Джарского аильного округа. Код СОАТЕ — 41706  255 804 02 0

## Население
По данным переписи 2023 года, в селе проживало 1 849 человек.